# L'Annonce faite à Marie
Pour les articles homonymes, voir L'Annonce faite à Marie (homonymie).
L'Annonce faite à Marie  est un « mystère » en quatre actes et un prologue de Paul Claudel créé le 22 décembre 1912 par la troupe du théâtre de l'Œuvre (salle Malakoff) dans une mise en scène d'Aurélien Lugné-Poe à laquelle participe Claudel lui-même. Bien qu'il ne s'agisse pas du premier texte de théâtre de l'auteur du Partage de midi, c'est la première pièce jouée. La pièce sera recréée dans une nouvelle version en 1948 au théâtre Hébertot.

## Historique
Une première version de la pièce a été publiée sous le titre de La Jeune Fille Violaine en 1892, remaniée en 1899 (elle sera créée sur scène en 1944, salle Iéna).
La pièce a été jouée le 19 juin 1942 au Teatro municipal de Rio de Janeiro lors de la tournée de propagande de la troupe de Louis Jouvet pour le gouvernement de Vichy avant d'être reprise le 11 juin 1946 au théâtre de l'Athénée à Paris. La pièce a été traduite en polonais (1914), italien (1931), slovaque (1940) et néerlandais (2014). 
L'aqueduc romain de Vieu-en-Valromey (fontaine de l'Adoue au hameau de Chongnes) dans l'Ain aurait servi d'inspiration à Claudel pour le sujet de sa pièce ainsi que  le rappelle une plaque à l'embouchure du souterrain.[réf. nécessaire] Le titre définitif est une référence à l'Annonciation.

## Argument
Dans un « Moyen Âge de convention », Violaine, fille d'Anne Vercors, et fiancée à Jacques Hury, rencontre l'architecte Pierre de Craon, qui l'a autrefois désirée et a, depuis, contracté la lèpre. Violaine consent à lui donner, par compassion et charité, un baiser d'adieu. Mais la scène a été surprise par sa sœur Mara, amoureuse de Hury, et celle-ci va tout tenter pour nuire à sa rivale. C'est à ce moment que le père, Anne, annonce son intention subite d'abandonner la prospérité du domaine familial pour se rendre en Terre sainte laissant à Jacques le patronage de la maison et la main de Violaine.
À la suite du baiser donné à Pierre de Craon, Violaine contracte également la lèpre et, dénoncée par sa sœur, elle se voit reniée par les siens et abandonnée par son fiancé qui l'envoie dans une léproserie et épouse Mara. Elle se retire dans la forêt malade pour se vouer à Dieu. Mais voici que meurt l'enfant né du mariage de Mara et de Jacques. Désespérée, Mara va supplier la lépreuse dans sa caverne durant la nuit de Noël : elle ne l'aime pas, mais elle a foi dans la vertu de sa sainteté qui peut obtenir de Dieu un miracle. Violaine l'associe à ses prières et ressuscite l'enfant dont les yeux prennent alors la couleur des yeux bleus de Violaine alors qu'ils étaient noirs comme ceux de Mara.
À l'acte suivant, Violaine est tuée par Mara, toujours jalouse et, avant de mourir, elle obtient pour cette dernière le pardon de son père et de son mari. Et, tandis que la lèpre de Pierre de Craon a été mystérieusement guérie, Mara trouve enfin la paix dans le pardon, au son des cloches de l'Angélus dont le premier versicule donne son titre à la pièce : Angelus Domini nuntiavit Mariae (« L’ange du Seigneur apporta l’annonce à Marie »). L'histoire de cette jeune fille Violaine devenant progressivement une sainte, assimilée à la Vierge Marie, donne finalement la signification de ce mystère : la « possession d'une âme par le surnaturel », comme l'a décrit Claudel lui-même.

## Distribution de la création
La pièce est créée par la troupe du Théâtre de l'Œuvre dans une mise en scène d'Aurélien Lugné-Poe le 20 décembre 1912. Malgré ses doutes sur sa compétence en matière de mise en scène  mais par amitié pour Lugné-Poe, Claudel s'implique dans la création de la pièce.
La distribution fut la suivante : 
- Louise Lara : Violaine Vercors
- Marcelle Frappa : Mara Vercors
- Franconi : La mère  (Élisabeth Vercors)
- Magnat : Pierre de Craon
- Aurélien Lugné-Poe : Anne Vercors
- Roger Karl : Jacques Hury
- Mlle Maës : une femme
- Mlle Jackson : une femme
- Corney : L'apprenti
- Dhurtal : Le maire
- Jouvey : un ouvrier
- Chabrier : un ouvrier

- Musique de Vincent d'Indy
- Décors de Jean Variot

## Autres mises en scène
- 1913, à Hellerau
- 1921 : Gaston Baty, Comédie-Montaigne (première version)

- 1942 : Louis Jouvet, théâtre de l'Athénée (première version)
  - Madeleine Ozeray : Violaine Vercors
  - Stéphane Audel : Pierre de Craon
  - Louis Jouvet : Anne Vercors
  - Régis Outin : Jacques Hury
  - Mise en scène : Louis Jouvet
  - Décors : Christian Bérard, Eduardo Anahory
  - Costumes : Christian Bérard, Ana-Inès Carcano
  - Musique : Renzo Massarani
- 1944 : Pierre Bertin, théâtre des Célestins, Lyon

- 1945 : Louis Jouvet, théâtre de l'Athénée (première version)
  - Monique Mélinand : Violaine Vercors
  - Wanda Kerien : Mara Vercors
  - Jean Dalmain : Pierre de Craon
  - Louis Jouvet : Anne Vercors
  - Léo Lapara : Jacques Hury

- 1950 : Jean Vernier, festival de Lyon-Charbonnières (seconde version)
- 1955 : Julien Bertheau, Comédie-Française
- 1959 : Pierre Franck, théâtre de l'Œuvre
- 1972 : Hubert Gignoux, festival de la Cité de Carcassonne
- 1977 : Pierre Casari, en collaboration avec le théâtre des Célestins de Lyon
- 1980-1981 : Pierre Franck - Tournée Charles Baret de novembre 1980 à février 1981 dans toutes les régions de France
- 1989 : Frédéric Dussenne, théâtre de Banlieue - Bruxelles
- 1990 : Philippe Adrien, théâtre de la Tempête
- 1996 : Frédéric Fisbach, Studio-théâtre de Vitry
- 2001 : Matthew Jocelyn, théâtre de l'Athénée
- 2005 : Christian Schiaretti, TNP Villeurbanne (première version)
- 2008 : Christophe Perton, festival d'Alba-la-Romaine
- 2012 : Jean-Daniel Laval, Théâtre Montansier, Versailles
- 2014 : Yves Beaunesne Comédie Poitou-Charentes, en collaboration avec les Bouffes du Nord (Paris)

## Adaptation cinématographique
- 1991 : L'Annonce faite à Marie d'Alain Cuny

## Adaptation comme opéra
- 1935 : Die Verkündigung de Walter Braunfels (2013 : reconstitution de la version française par Martin Wettges)
- 2019 : L'Annonce faite à Marie de Marc Bleuse (Rédaction du livret par Jean-François Gardeil)
- 2022 : L'Annonce faite à Marie de Philippe Leroux (Rédaction du livret par Raphaèle Fleury), création mondiale à Angers Nantes Opéra et Opéra de Rennes